# Nicola Sirkis
(Nicola Sirkis)
Nicola Sirkis, nato come Nicolas Sirchis (Antony, 22 giugno 1959), è un cantante, chitarrista e regista francese, fondatore e anima del gruppo musicale Indochine.

## Biografia

### L'infanzia
Il padre, nativo della Moldavia, conosce la madre, nata a Marrakech da famiglia francese, quando scappa in Francia dal suo paese che è caduto sotto al dominio della Germania nazista.
Essendo il padre uno dei primi funzionari europei nominati a Bruxelles, nel 1961 la famiglia Sirchis si trasferisce in Belgio. Lì Nicola rimane fino ai 12 anni quando, insieme alla madre ed ai due fratelli (uno maggiore ed uno gemello deceduto poi nel 1999), si ritrasferiscono in Francia a Châtillon (Île-de-France).
In Belgio ebbero la possibilità di conoscere la musica rock ascoltando le radio inglesi e olandesi e vedendo la BBC.
Dopo la separazione dei genitori con suo fratello gemello viene mandato in un convitto religioso di gesuiti dove rimane per due anni. Nicola si è spesso riferito a quegli anni come ai più brutti della sua infanzia e di quella del fratello. In questo periodo nasce l'avversione per la religione da parte dei due fratelli e per Nicola culmina nella morte del fratello gemello. Dopo l'esperienza del convitto la madre porta lui e i suoi fratelli a vivere in un piccolo appartamento nella periferia di Parigi.
Per la prima volta Nicola e Stéphane vengono separati a scuola, e questo fa sì che i due si creino gruppi di amicizie differenti. La separazione viene sofferta maggiormente da Nicola che da Stef, che aveva un carattere più aperto e socievole e che non ebbe problemi a fare nuove amicizie non in comune col fratello.

### L'adolescenza
Inizialmente molto brillante nei suoi studi, si lascia andare e dovrà ripetere da privatista quattro volte il bac (il titolo finale della scuola superiore francese), senza però superare l'esame. La sua maggiore difficoltà era l'inglese, che ancora oggi non padroneggia in pieno, e la matematica. Al contrario del gemello, Nicola è un ragazzo molto schivo e solitario, amante della letteratura e del cinema, passioni per cui spende tutto il suo tempo e il poco denaro. Il suo desiderio è quello di diventare uno scrittore e in questi anni inizia a scrivere, ma viene scoraggiato subito dai suoi insegnanti, a cui lui stesso aveva mostrato i propri lavori, che pensano che il giovane Sirkis abbia un modo di scrivere troppo complicato. 
Crea anche un piccolo giornale, a proprio uso e consumo, dove esprime commenti sulla televisione, il cinema e la musica del tempo.
È militante nell'associazione Amnesty International fino al 1978, dove si batte per i diritti degli omosessuali, tematica che gli sarà sempre cara.
Come gli altri ragazzi francesi, anche Nicola insieme a suo fratello gemello, vengono richiamati alle armi. Durante la visita, per essere scartati, Stéphane dimostrerà di essere affetto da varie allergie e Nicola da una forma di sciatica. Entrambi inoltre diedero come spiegazione principale l'incapacità di poter essere separati l'uno dall'altro. Stef viene rimandato a casa, ma Nicola viene dichiarato idoneo. Sconvolto, più perché il servizio militare lo distoglieva dalla musica e dal tentativo di sfondare con il suo gruppo, che per ragioni politiche e morali, Nicola cadrà vittima della depressione (egli stesso ricorderà di essere scoppiato a piangere quando gli venne consegnato il fucile e la divisa), che lo porterà ad un tentativo di suicidio. Infatti per poter essere rimandato a casa ingoiò una scatola intera di sonniferi. Venne quindi mandato all'ospedale per la lavanda gastrica e poi rimandato a casa per l'incapacità dimostrata a sopportare la vita militare. Più tardi Nicola spiegò che quel gesto era stato il tentativo estremo di poter essere rimandato a Parigi in tempo per il primo concerto degli Indochine a Le Rose Bonbon.

### Gli Indochine
Prima di fondare il gruppo Indochine, fa parte come cantante di un altro gruppo chiamato 'Les Espions'. Qui incontra Dominique Nicolas con la quale si stacca dal gruppo per crearne uno loro.
Il gruppo nasce come un duo nel maggio del 1981. Il nome Indochine è scelto dallo stesso Sirkis per la sua grande passione per i romanzi di Marguerite Duras ambientati nell'Indocina.
Il duo diventa presto un trio poiché si unisce anche il sassofonista Dimitri Bodianskin, cugino di un amico di Nicola.
In seguito si unirà anche il fratello gemello di Nicola, Stéphane Sirkis come tastierista.
Nicola decide di eliminare la 's' dal suo nome per originalità quando all'uscita del primo album della band qualcuno della casa discografica sbaglia a riportare il suo nome sulla copertina del LP. Inoltre decide di cambiare il suo cognome da Sirchis in Sirkis, il cognome originale di suo padre, a cui era stato cambiato una volta rifugiato in Francia per renderlo più francese. 
Agli esordi Nicola non sa ancora suonare nessuno strumento e non crede di avere grandi doti vocali, ma sa scrivere. Lui sarà il solo paroliere di ogni formazione degli Indochine.
Attualmente è co-compositore delle musiche insieme ad Olivier Gérard (Oli de Sat).

### Gusti musicali e altre attività culturali
È un grande fan di David Bowie e di Patti Smith, di cui ama moltissimo l'androgenia.
Ma apprezza anche i Depeche Mode, a cui gli Indochine fanno da gruppo spalla nell'aprile del 1982 al Palace di Parigi, e i The Cure.
Ama gruppi dell'ultima generazione come i Gossip e gli Horrors. È aperto anche a fenomeni commerciali come Lady Gaga e a gruppi alternative come i Placebo, con il quale cantante, Brian Molko, stringe una forte amicizia che li porterà a collaborare insieme nel 2005.
Nel 1992 esce il suo unico disco da solista Dans la lune, che è un album di cover, scelte per rendere omaggio ai suoi artisti preferiti. Troviamo quindi Patti Smith, Tears For Fears, The Rolling Stones e altri.
Nel 1998 ha scritto il libro Les Mauvaises nouvelles. Nel 2005 è uscito in seconda ristampa, e nel 2007 in terza ristampa.
Nicola ha partecipato il 14 giugno 2008 alla maratona di Parole di Tolosa dove ha letto brani dello scrittore J. D. Salinger. Il 3 novembre 2010 è uscito il libro realizzato da Nicola, Les petites Notes du Météor Tour, che contiene aneddoti e foto riguardanti l'ultima tournée del gruppo, terminata il 15 settembre 2010 allo stadio di Bercy a Parigi, che ha raccolto più di 800.000 persone.

### Impegno sociale
Nel 2008 si schiera a favore del boicottaggio della cerimonia di apertura dei giochi di Pechino a fianco di Reporters sans frontières, incidendo una reinterpretazione dei Dead Or Alive You Spin Me Round (like a Record).
Nicola Sirkis è padrino, dall'agosto 2006, dell'associazione Craniopharyngiome Solidarité, associazione che informa e lotta contro questa malattia rara.
Nel gennaio 2010 partecipa assieme agli Indochine alla manifestazione musicale per la raccolta fondi per Haiti. Nell'occasione si cimenta in un duo di J'ai demandé à la lune con la cantante Cœur de Pirate. Con il suo gruppo interpreta Electrastar e la reinterpretazione dei Depeche Mode Personal Jesus. 
Non ha mai mostrato simpatia per l'ex presidente Nicolas Sarkozy, anzi lo ha anche criticato spesso come nell'intervista al format La boite a question del settembre 2009. Inoltre sempre come contestazione politica ha rifiutato il titolo di Chevalier des Arts et Lettres insignitogli dallo stesso Sarkozy. Si è sempre schierato a favore dei diritti degli omosessuali e della libertà sessuale. A tale riguardo rimane storica la frase pronunciata allo Zénith di Parigi in un concerto dell'1986; Si demain dans ta rue ou si demain dans ta ville on te montre du doigt parce que t'as les cheveux comme ça ou parce que tu t'habilles comme ça, dis leur que ces sont des pervers. Si è cimentato recentemente nella registrazione del singolo Un ange à ma table in lingua giapponese, duettando con la cantante giapponese AMWE. I proventi della vendita sono stati devoluti totalmente alla Croce Rossa giapponese a favore delle popolazioni colpite dal terremoto e dallo tsunami dell'11 marzo 2011.

## Vita privata
È considerato il  Peter Pan del Rock  grazie al suo aspetto giovanile.
Fa molto sport, ama il ciclismo. Ha dichiarato di evitare l'alcol e di concedersi solo qualche sigaretta per rilassarsi. 
Ha sposato l'attrice Marie Guillard il 22 luglio 1995, da cui ha divorziato il 30 novembre 1998. Lei ha contribuito alla realizzazione dell'unico album solista di Nicola uscito nel 1992 Dans la lune.
Il 24 settembre 2003 si risposa con Gwenaëlle Bouchet, detta Gwen Blast, bassista del gruppo Madinkà dalla quale ha avuto una figlia, Théa, nata il 25 ottobre 2001.
Gwen è stata l'ancora di salvezza seppur appena ventunenne di Nicola, quando Stef si spense. Questa suo supporto ha contribuito al rafforzamento della coppia appena nata. Nicola la ringrazia pubblicamente nell'album Dancetaria definendola come colei che gli ha salvato la vita. Indiscrezione vogliono che la coppia, attualmente separata, abbia avuto un secondo figlio/a nel 2008.